# APHotels & Resorts-Tavira-SC Farense
El APHotels & Resorts-Tavira-SC Farense (código UCI: ATF) es un equipo ciclista portugués de categoría Continental.
Tiene sus orígenes en el Club de Ciclismo de Tavira, un equipo amateur fundado en 1979 en la ciudad de Tavira.
Compitiendo en la segunda y tercera división en el antiguo régimen de clasificación de la UCI, pasó a ser continental al instaurarse los Circuitos Continentales y sus mayores lauros los ha conseguido entre los años 2007 y 2010. Sobre todo sobre la base de los triunfos del español David Blanco que conquistó 3 Vueltas a Portugal (2008 al 2010), la Vuelta al Alentejo (2010) y el G. P. Paredes Rota dos Móveis (2007) que también conquistó Cândido Barbosa en (2009). Además el argentino Martín Garrido venció en el Tour de San Luis (2008).
Para la temporada 2011 su potencial se vio reducido al abandonar el equipo el principal patrocinante (Palmeiras Resort) con lo cual se vio reducido su presupuesto. Y precisamente sus dos máximas figuras, David Blanco y Cândido Barbosa también dejaron el equipo.

## Material ciclista
El equipo utiliza bicicletas Jorbi. Anteriormente utilizó bicicletas Bianchi (2005-2009), Gios (2002-2004), Etiel (2000-2001).

## Clasificaciones UCI
A partir de 1999 y hasta 2004 la UCI establecía una clasificación por equipos divididos en categorías (primera, segunda y tercera). La clasificación del equipo y de su ciclista más destacado fue la siguiente:
| Año  | Categoría | Clasificación por equipos | Mejor corredor   | Posición |
| 1999 | Tercera   | 7.º                       | Domingo Sánchez  | 835.º    |
| 2000 | Tercera   | 16.º                      | José Alves Sousa | 854.º    |
| 2001 | Tercera   | 16.º                      | Fran Pérez       | 862.º    |
| 2002 | Segunda   | 23.º                      | Fran Pérez       | 391.º    |
| 2003 | Segunda   | 21.º                      | David Blanco     | 309.º    |
| 2004 | Tercera   | 7.º                       | Joaquim Andrade  | 327.º    |

A partir de la temporada 2005 la UCI instauró los Circuitos Continentales UCI. El equipo ha estado participando desde la primera edición principalmente en las carreras del UCI Europe Tour, aunque también ha participado en otros circuitos continentales. Las clasificaciones del equipo y de su ciclista más destacado fueron las que siguen:

### UCI Africa Tour
| Temporada | Clasificación por equipos | Mejor corredor         | Posición |
| 2013-2014 | 14.º                      | Manuel Antonio Cardoso | 56.º     |
| 2018      | 12.º                      | Rinaldo Nocentini      | 38.º     |

### UCI America Tour
| Temporada | Clasificación por equipos | Mejor corredor    | Posición |
| 2006-2007 | 38.º                      | Krassimir Vasilev | 226.º    |
| 2007-2008 | 19.º                      | Martín Garrido    | 23.º     |
| 2008-2009 | 32.º                      | Martín Garrido    | 301.º    |

### UCI Asia Tour
| Temporada | Clasificación por equipos | Mejor corredor   | Posición |
| 2013-2014 | 78.º                      | Bruno Sancho     | 334.º    |
| 2018      | 44.º                      | Alejandro Marque | 45.º     |

### UCI Europe Tour
| Temporada | Clasificación por equipos | Mejor corredor         | Posición |
| 2005      | 54.º                      | Martín Garrido         | 92.º     |
| 2005-2006 | 51.º                      | Ricardo Mestre         | 157.º    |
| 2006-2007 | 52.º                      | Martín Garrido         | 43.º     |
| 2007-2008 | 38.º                      | David Blanco           | 27.º     |
| 2008-2009 | 26.º                      | Cândido Barbosa        | 44.º     |
| 2009-2010 | 25.º                      | David Blanco           | 32.º     |
| 2010-2011 | 32.º                      | Ricardo Mestre         | 44.º     |
| 2011-2012 | 64.º                      | Alejandro Marque       | 176.º    |
| 2012-2013 | 103.º                     | Henrique Casimiro      | 584.º    |
| 2013-2014 | 94.º                      | Manuel Antonio Cardoso | 321.º    |
| 2015      | 104.º                     | Manuel Antonio Cardoso | 379.º    |
| 2016      | 64.º                      | Rinaldo Nocentini      | 206.º    |
| 2017      | 40.º                      | Rinaldo Nocentini      | 96.º     |
| 2018      | 51.º                      | Joni Brandão           | 122.º    |
| 2019      | 62.º                      | Frederico Figueiredo   | 470.º    |

### UCI Oceania Tour
| Temporada | Clasificación por equipos | Mejor corredor | Posición |
| 2009-2010 | 15.º                      | André Cardoso  | 30.º     |

## Palmarés
Para años anteriores véase Palmarés del APHotels & Resorts-Tavira-SC Farense

### Palmarés 2025

#### Circuitos Continentales UCI
| Fechas      | Circuito             | Carreras                               | Ganador          |
| 29 de marzo | UCI Europe Tour 2025 | 4.ª etapa de la Vuelta al Alentejo     | Jesús David Peña |
| 12 de julio | UCI Europe Tour 2025 | 2.ª etapa del Trofeo Joaquim Agostinho | Jesús David Peña |
| 13 de julio | UCI Europe Tour 2025 | 3.ª etapa del Trofeo Joaquim Agostinho | Afonso Silva     |

#### Campeonatos nacionales
| Fechas | Carreras | Ganador |

## Plantilla
Para años anteriores véase:Plantillas del APHotels & Resorts-Tavira-SC Farense

### Plantilla 2025
| Nombre           | Nacimiento | Nacionalidad | Equipo 2024                            |
| Diogo Barbosa    | 13/06/2000 | Portugal     | APHotels and Resorts-Tavira-SC Farense |
| José Bicho       | 04/01/2004 | Portugal     | APHotels and Resorts-Tavira-SC Farense |
| Francisco Campos | 10/10/1997 | Portugal     | APHotels and Resorts-Tavira-SC Farense |
| Peter Cevini     | 04/08/1991 | Italia       | MENtoRISE MLMsuperstars                |
| Delio Fernández  | 17/02/1986 | España       | APHotels and Resorts-Tavira-SC Farense |
| Ailetz Lasa      | 15/03/2000 | España       | Neo (Telco'm-On Clima-Osés)            |
| Guilherme Mestre | 06/08/2006 | Portugal     | Neo (Willebrord Wil Vooruit)           |
| Jesús David Peña | 08/05/2000 | Colombia     | Team Jayco AlUla                       |
| Diogo Pinto      | 16/09/2005 | Portugal     | APHotels and Resorts-Tavira-SC Farense |
| Carlos Salgueiro | 09/06/1999 | Portugal     | APHotels and Resorts-Tavira-SC Farense |
| Afonso Silva     | 22/03/2000 | Portugal     | APHotels and Resorts-Tavira-SC Farense |

1. ↑  Hasta el 2 de abril.
2. ↑  Desde el 25 de febrero.